# Хёкпхильхва

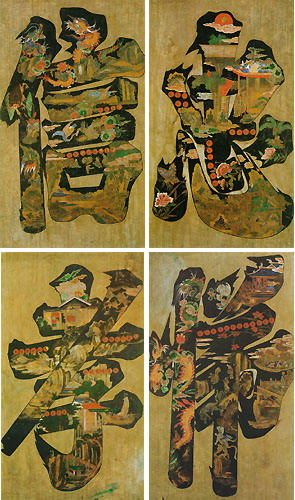
Четыре конфуцианские добродетели — искренность (信), преданность (忠), усердное служение старшим (孝) и почитание старших (悌)

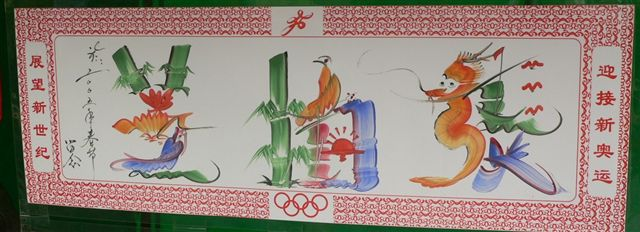
Китайский вариант — хуаняоцзы

Хёкпхильхва (кор. 혁필화?, 革筆畫?, также «мунджадо» кор. 문자도?, 文字圖? и «ккоткыльсси» кор. 꽃글씨) — корейское народное искусство на стыке каллиграфии и живописного искусства, близкое к китчу.

## История
Мунджадо появилось в Корее в середине правления династии Чосон, развившись из китайского «хуаняоцзы» (кит. трад. 花鳥字, упр. 花鸟字, пиньинь huāniǎozì). Аналогичные направления существуют в изобразительном искусстве Японии, оно называется хана-модзи (яп. 花文字, «буквы-цветы»), и Вьетнама. Возникновение хёкпхильхва связывают с именем учёного XVIII века Ю Дыккона, однако это искусство возникло несколько раньше, вероятно, в XVI веке, а вклад Ю Дыккона заключается в то, что для хёкпхильхва используется его каллиграфический почерк; также ему принадлежит первое описание мунджадо. С 1930-х до 1960-х годов мунджадо набрало значительную популярность, но так хёкпхильхва считались «низким» искусством, им мало интересовались учёные. В XXI веке усилиями энтузиастов его популярность постепенно увеличивается. В ноябре 2016 года Музей искусств Кёнгидо запланировал проведение лекции, посвящённой «современному искусству Кореи» и хёкпхильхва. Мастера мунджадо сообщают, что у них мало или нет учеников, в связи с чем будущее данного вида народного искусства неясно.

## Описание
Художник, работающий в жанре «хёкпхильхва», каллиграфически наносит на бумагу корейские иероглифы широкой кистью, украшая затем каждый иероглиф узорами, стилизованными фигурами рыб, птиц и других животных, цветами и так далее. Используется толстая кисть из кожи или синтетических волокон толщиной в один цунь (три сантиметра) и несколько мелких кистей для изображения деталей. Часто на толстую кисть при этом набирают несколько красок одновременно. Обычная палитра — чёрный, красный, синий, зелёный и жёлтый цвета. Распространённый мотив хёкпхильхва — иероглифы, означающие «восемь конфуцианских добродетелей» (孝悌忠信禮義廉恥). Другие — благоприятные пожелания: слова «счастье», «долгие годы жизни» и так далее; имена заказчиков. Туристы, приезжающие из стран, где используется латинская письменность, заказывают мунджадо латиницей.
Существует две основные разновидности хёкпхильхва: более ранний, в котором рядом с иероглифом писали пословицу, связанную с ним, или рисовали узоры; и более поздний, в котором либо на каждом знаке дорисовывали украшения, либо иероглиф вписывали в картину.
Мунджадо легко производить в больших количествах, из-за чего этот вид искусства был дёшев и доступен простому народу: цена картины была примерно равна стоимости бутылки макколли. Их приобретали у художников (обычно те ждали клиентов на рынках и приходили на массовые празднества) и использовали для украшения внутренних помещений, как постоянного, так и для свадеб и других торжеств. Назидательные надписи часто помещали на восьмипанельные ширмы в домах янбанов из служивой знати садэбу и использовали для обучения детей. Обучение искусству хёкпхильхва занимает несколько месяцев.

## Комментарии
1. ↑  В некоторых источниках эти понятия разделяют.